# Duga Poljana (gmina Gadžin Han)
Duga Poljana (cyr. Дуга Пољана) – wieś w Serbii, w okręgu niszawskim, w gminie Gadžin Han. W 2011 roku liczyła 39 mieszkańców.